# Zlatý trojúhelník

Vyznačené dvě hlavní oblasti v produkci heroinu

Zlatý trojúhelník je označení používané pro přibližně 950 000 km² rozsáhlou oblast jihovýchodní Asie, která se rozkládá mezi hraničními zónami Barmy, Thajska a Laosu. Do oblasti někdy bývá zahrnován i Vietnam a jižní část Číny. Oblast zlatého trojúhelníku je nechvalně známá pěstováním plodin, které slouží k produkci psychoaktivních drog. Převládá pěstování máku setého, jehož nedozrálé makovice se využívají k výrobě opia, ze kterého se dále zpracovává heroin, jenž se potom ilegálně distribuuje do celého světa, především Evropy a Spojených států amerických. Zdejší oblast je ovládána narkomafií, nezasahují zde žádné záchranné složky ani armáda.[zdroj⁠?!]
Termín zlatého trojúhelníku použil roku 1971 jako první Marshall Green, který v této době působil jako americký velvyslanec v Indonésii. Ve starší literatuře se lze někdy také setkat s označením Barmský trojúhelník.[zdroj⁠?!]

## Historie

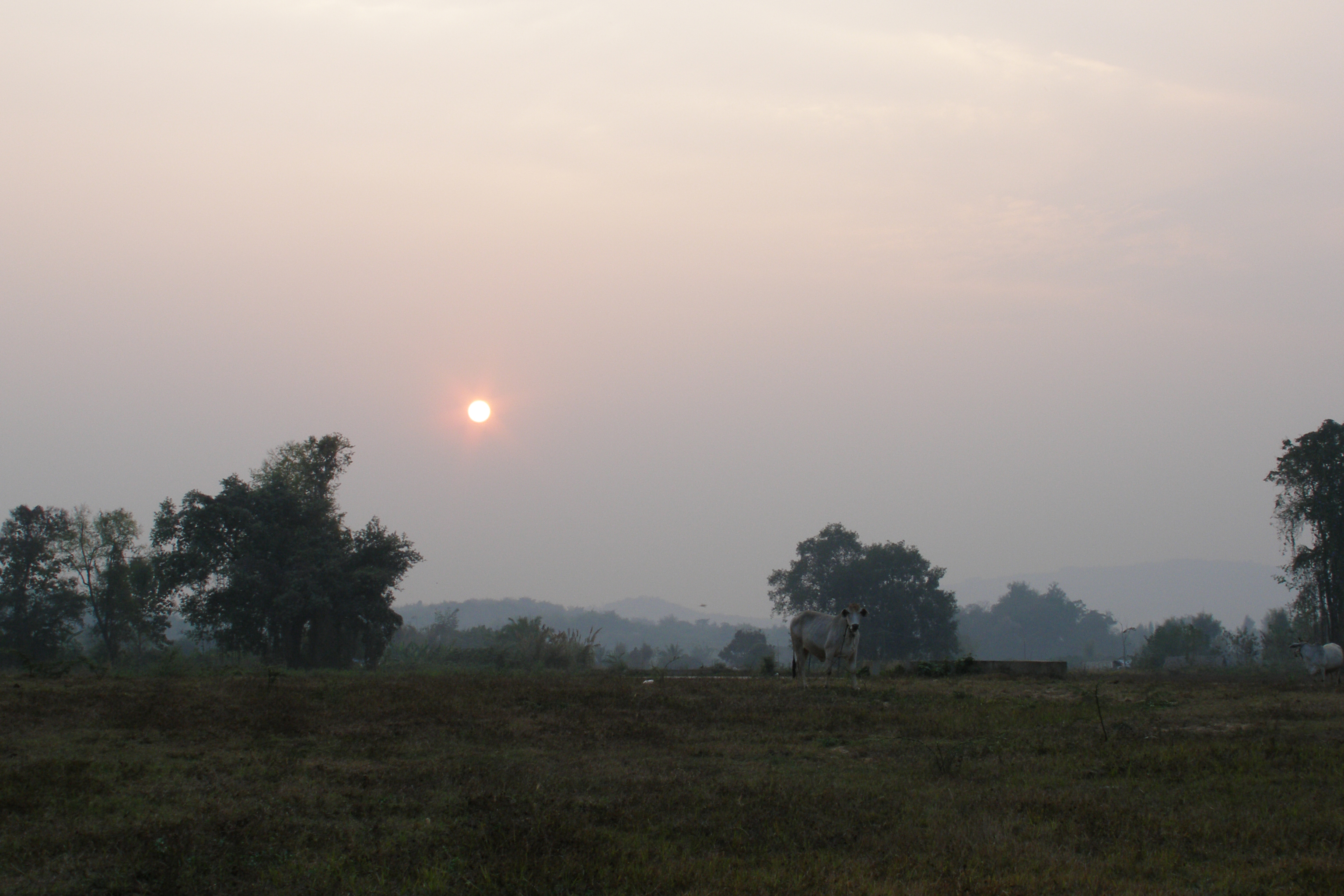

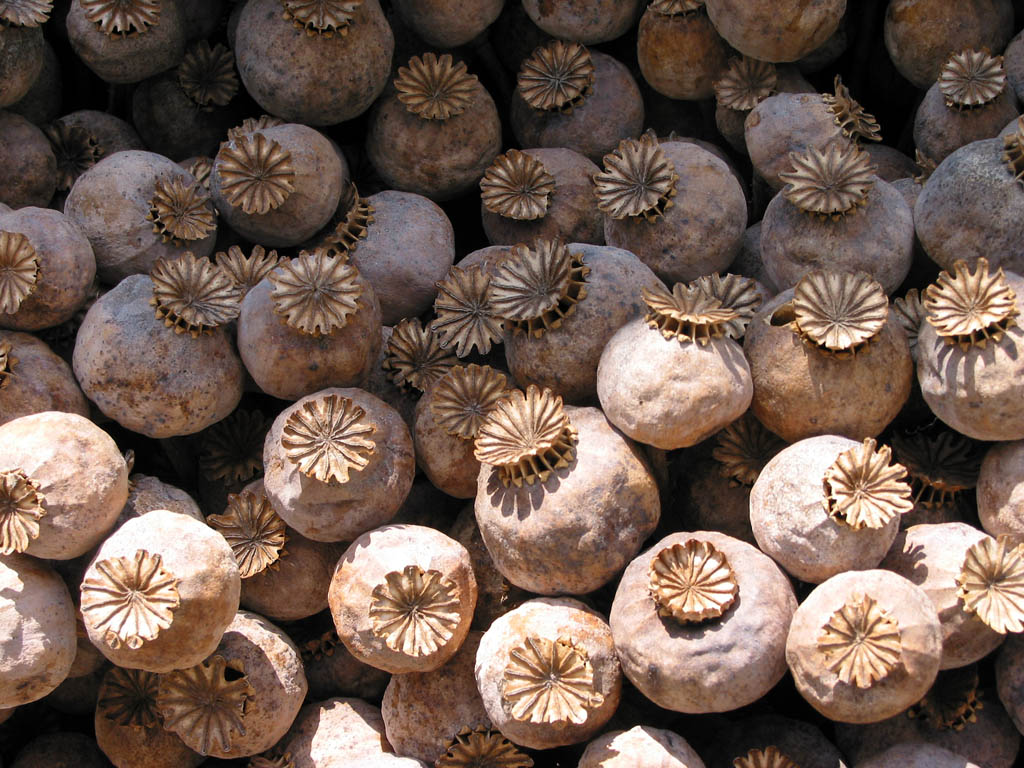
Sklizeň máku setého

První pěstování máku setého v oblasti zlatého trojúhelníku sahá až do 18. století, kdy se opium pěstovalo ve velmi omezeném množství, a to výhradně pro terapeutické účely. Zpočátku byla výroba a spotřeba látky soustředěna v Britském Rádži, nicméně postupem času se spotřeba z něj rozšířila do dalších asijských zemí, zejména do Číny, a to navzdory četným zákazům zavedených císařskou vládou, což ke konci vedlo až k opiovým válkám mezi Čínou a Britskou Východoindickou společností.
V Thajsku byla konzumace opia zakázána již roku 1811 a několik let poté — roku 1839 byl zaveden i trest smrti pro ty, kteří zákaz porušili. Britská východoindická společnost však využila vlivu v Thajsku a přesvědčila thajského krále Mongkuta, aby obchod s opiem legalizoval. Na přelomu 19. a 20. století dosáhly výnosy z obchodu s opiem více než 40% thajských příjmů.
Ke konci 19. století zahájili kolonialisté francouzské Indočíny výrobu opia na severu Laosu a Vietnamu, kde se na ní podíleli místní kmeny. Obchod s opiem posléze tvořil polovinu příjmu francouzské Indočíny, k čemuž napomohla vysoká poptávka čínských obyvatel ve Vietnamu.